# غلاديس ماكونيل
غلاديس ماكونيل (بالإنجليزية: Gladys McConnell)‏ هي طيارة وممثلة أمريكية، ولدت في 22 أكتوبر 1905 في أوكلاهوما سيتي لكنها قضت معظم شبابها في مدينة سولت ليك في الولايات المتحدة، وتوفيت في 4 مارس 1979 في فوليرتون في الولايات المتحدة.
كانت ابنة المدير التنفيذي للتأمين ويليام مارشال ماكونيل وزوجته هارييت (née Sharp) وكان لديها أخت أكبر منها تدعى هازل Hazel.التحقت ماكونيل بمدرسة هوليوود الثانوية ومدرسة هوليوود للبنات ومن ثم التحقت بمدارس في سبوكان وواشنطن وهود ريفر بولاية أوريغون.

## وصلات خارجية
- غلاديس ماكونيل على موقع IMDb (الإنجليزية)
- غلاديس ماكونيل على موقع قاعدة بيانات الفيلم (الإنجليزية)